# Riceboro
Riceboro é uma cidade localizada no estado americano de Geórgia, no Condado de Liberty.

## Demografia
Segundo o censo americano de 2000, a sua população era de 736 habitantes.
Em 2006, foi estimada uma população de 703, um decréscimo de 33 (-4.5%).

## Geografia
De acordo com o United States Census Bureau tem uma área de 29,5 km², dos quais 28,7 km² cobertos por terra e 0,8 km² cobertos por água. Riceboro localiza-se a aproximadamente 7 m acima do nível do mar.

## Localidades na vizinhança
O diagrama seguinte representa as localidades num raio de 24 km ao redor de Riceboro.